# Furna da Vizinha
A Furna da Vizinha é uma gruta portuguesa localizada no concelho de Santa Cruz da Graciosa, ilha Graciosa, arquipélago dos Açores.
Esta formação geológica apresenta uma geomorfologia com origem vulcânica.